# Tina Maze
Tina Maze, född 2 maj 1983 i Slovenj Gradec i dåvarande Jugoslavien, är slovensk alpin skidåkare. Hon har vunnit 25 världscuptävlingar, de flesta i storslalom. När hon vann super G-loppet i Sankt Anton i januari 2013 blev hon sjätte kvinna någonsin att vinna en världscuptävling i alla fem discipliner. De övriga sex är Petra Kronberger, Pernilla Wiberg, Janica Kostelić, Anja Pärson, Lindsey Vonn och Mikaela Shiffrin.
Maze tog två silver i OS i Vancouver 2010.
Under VM 2011 i Garmisch-Partenkirchen tog Maze guld i storslalom då hon vann före Federica Brignone och Tessa Worley. Vid VM 2013 tog hon guld i super-G samt silver i kombination och storslalom.
Säsongen  2012–13 vann Tina Maze den sammanlagda världscupen samt delcuperna i super-G, storslalom och kombination.  Hon kom även på andra plats i delcuperna i slalom (33 poäng efter Mikaela Shiffrin) och störtlopp (en poäng efter Lindsey Vonn). Hennes sammanlagda poäng säsongen 2012/2013 var den högsta som någonsin uppnåtts av en alpin skidåkare.  Hon nådde prispallen i samtliga storslalomtävlingar, vilket bidrog till att hon även satte rekord i antal topp 3-placeringar under en säsong (24). Detta gjorde hon trots att två tävlingar permanent ställdes in på grund av dåligt väder.
Hon delade guldet i störtloppet vid olympiska vinterspelen 2014 tillsammans med Dominique Gisin från Schweiz. Några dagar senare vann hon ytterligare ett guld, nämligen i storslalom.
Tina Maze står över alla tävlingar säsongen 2015–2016 för att bland annat fokusera på studier.

## Externa länkar

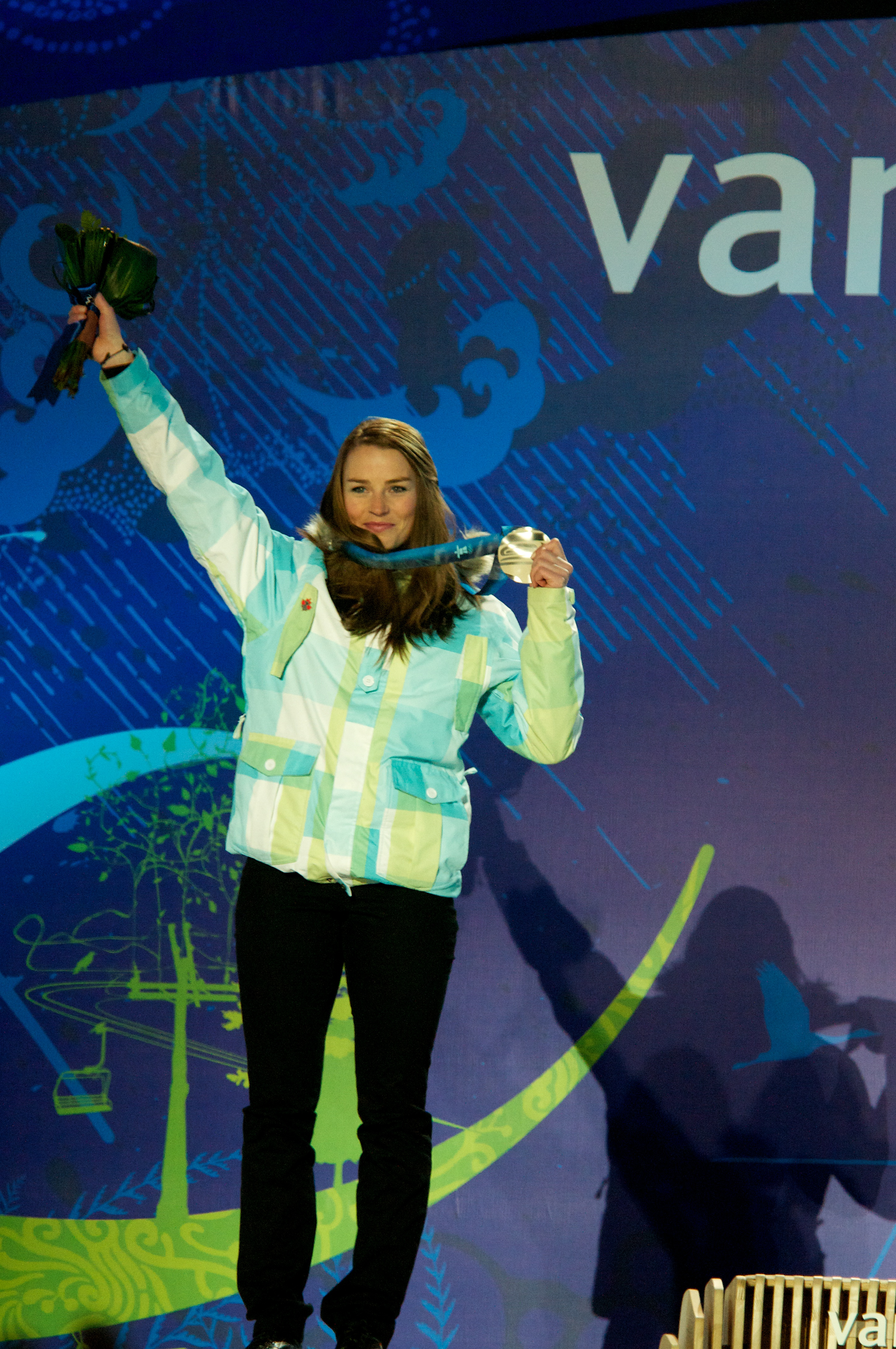
Tina Maze med silvermedalj i Vancouver 2010.

## Världscupsegrar (25)
| Datum            | Plats                  | Disciplin        |
| ---------------- | ---------------------- | ---------------- |
| 26 oktober 2002  | Sölden                 | Storslalom       |
| 22 december 2004 | Sankt Moritz           | Storslalom       |
| 8 januari 2005   | Santa Caterina         | Storslalom       |
| 22 januari 2005  | Maribor                | Storslalom       |
| 22 oktober 2005  | Sölden                 | Storslalom       |
| 2 februari 2008  | Sankt Moritz           | Störtlopp        |
| 10 januari 2009  | Maribor                | Storslalom       |
| 14 mars 2009     | Åre                    | Storslalom       |
| 11 mars 2010     | Garmisch-Partenkirchen | Storslalom       |
| 4 mars 2011      | Tarvisio               | Superkombination |
| 18 mars 2011     | Lenzerheide            | Slalom           |
| 27 oktober 2012  | Sölden                 | Storslalom       |
| 24 november 2012 | Aspen                  | Storslalom       |
| 7 december 2012  | Sankt Moritz           | Superkombination |
| 9 december 2012  | Sankt Moritz           | Storslalom       |
| 16 december 2012 | Courchevel             | Storslalom       |
| 13 januari 2013  | Sankt Anton            | Super-G          |
| 27 januari 2013  | Maribor                | Slalom           |
| 24 februari 2013 | Méribel                | Superkombination |
| 2 mars 2013      | Garmisch-Partenkirchen | Störtlopp        |
| 10 mars 2013     | Ofterschwang           | Slalom           |
| 17 mars 2013     | Lenzerheide            | Storslalom       |
| 25 januari 2014  | Cortina d'Ampezzo      | Störtlopp        |
| 5 december 2014  | Lake Louise            | Störtlopp        |
| 12 december 2014 | Åre                    | Storslalom       |